# كأس الأرجنتين 2011–12
كأس الأرجنتين 2011–12 (بالإسبانية: Copa Argentina 2011-12)‏ هو الموسم 3 من كأس الأرجنتين. أقيم خلال الفترة 31 أغسطس 2011 وحتى 8 أغسطس 2012، وأشرف على تنظيمه اتحاد الأرجنتين لكرة القدم، وكان عدد الأندية المشاركة فيه 186، وفاز فيه بوكا جونيورز.